# Duvalia angustiloba
Duvalia angustiloba är en oleanderväxtart som beskrevs av Nicholas Edward Brown. Duvalia angustiloba ingår i släktet Duvalia och familjen oleanderväxter. Inga underarter finns listade i Catalogue of Life.